# مايكل بريسكوت
مايكل بريسكوت (بالإنجليزية: Michael Prescott)‏ (1960، نيوجيرسي في الولايات المتحدة)؛ روائي أمريكي.